# 三重火力発電所
三重火力発電所（みえかりょくはつでんしょ）は、三重県四日市市にあった中部電力の火力発電所。

## 概要
1955年に1号機が運転を開始、4号機までが建設された。4号機は日本初の重油専焼火力であり、既存設備についても1966年に重油専焼に転換した。その後、老朽化に伴い廃止された。

## 廃止された発電設備
- 総出力：34.1万kW[1]

1号機（廃止）
定格出力：6.6万kW
使用燃料：重油（当初は石炭）
営業運転期間：1955年12月 - 1989年
2号機（廃止）
定格出力：7.5万kW
使用燃料：重油（当初は石炭）
廃止時期：1989年
3号機（廃止）
定格出力：7.5万kW
使用燃料：重油（当初は石炭）
廃止時期：1989年
4号機（廃止）
定格出力：12.5万kW
使用燃料：重油
営業運転期間：1961年 - 1989年